# Jean-Claude Bagot
Jean-Claude Bagot (* 9. März 1958 in Saint-Hilaire-du-Harcouët, Frankreich) ist ein ehemaliger französischer Radrennfahrer.

## Sportliche Laufbahn
Seine ersten bedeutenderen Erfolge als Amateur waren Etappensiege bei der Route de France 1981 und 1982. Bagot war von 1983 bis 1994 Profi. Er gewann in dieser Zeit 1984 die Mittelmeer-Rundfahrt und 1987 je eine Etappe von Paris-Nizza. Beim Etappenrennen Setmana Catalana de Ciclisme belegte er 1986 den zweiten Rang in der Gesamtwertung. Im selben Jahr gewann er auch die Bronzemedaille bei den französischen Straßenmeisterschaften. 1987 konnte er eine Etappe des Giro d’Italia für sich entscheiden (im Gesamtklassement wurde er 25.). Seine beste Platzierung bei einer Grand Tours erzielte er mit Rang neun in der Vuelta a España 1989. Bagot brachte es auf neun Starts bei der Tour de France, Platz neunzehn 1986 war dabei seine beste Platzierung. Seinen letzten Sieg als Berufsfahrer feierte er 1988 bei Prix du Havre.
Er beendete seine Karriere als Aktiver nach der Saison 1995 beim Team Festina-Lotus. Danach war er Sportlicher Leiter im Radsportteam Force Sud.